# Elliot Hiskia
Paul Elliot Hiskia (* 22. Februar 1947 in Südwestafrika; † 25. Juni 2021), bekannt als Mbuti Hambpau oder Oom Paul, war ein namibischer Fußballspieler (Innenverteidiger) und gilt als einer der wichtigsten Förderer des Sports in Südwestafrika und später Namibia.
Hiskia feierte als Spieler vor allem Ende der 1960er Jahre mit den Tigers Erfolge. Er diente im Vorstand der South West African Bantu Football Association (SWABFA) und gilt als Gründer der Namibia National Soccer League (NNSL) im Jahr 1985 sowie des Fußballvereins Orlando Pirates Windhoek. Hiskia wurde Vorsitzender der NNSL und war der dritte Präsident der Namibia Football Association (NFA). Hiskia war zudem Vorsitzender des Namibia Sports Council.
Im Anschluss an seine Sportkarriere wurde Hiskia Farmer und Geschäftsmann. Politisch war er als Schatzmeister der SWAPO in der Region Omaheke aktiv. Hiskia starb an den Folgen einer COVID-19-Erkrankung.
Am 6. Juni 2024 bat die NFA die Familie von Hiskia darum, das Trainings- und Technikzentrum des Verbandes in Windhoek-Katutura nach Hiskia benennen zu dürfen.